# Dalby Kirke (Skåne)
 For alternative betydninger, se Dalby Kirke. (Se også artikler, som begynder med Dalby Kirke)
Dalby Kirke eller Helligkorskirken er en kirke i landsbyen Dalby i Skåne.
Kirken er formodentlig Danmarks første stenkirke og den næstældste stenkirke i Norden, der stadig er i brug, opført ca. 1060. Den ældste kirke findes i Hofterup, opført ca. 1010-1050. Da Svend Estridsen ved en ny stiftsinddeling i Danmark lod Roskilde Stift dele, blev både Lund og Dalby bispesæder. Til Lund kom biskop Henrik fra Orkneyøerne, og biskop Egino kom fra Hildesheim (indsat af ærkebiskoppen af Bremen) til Dalby.
I 1066 overtog Egino bispesædet i Lund efter Henrik, og Dalbys tid som domkirke var forbi.
Harald 3. Hen blev angiveligt begravet i kirken – hans grav kendes ikke, men hans begravelse skal også være knyttet til to steder på Sjælland.